# Dr. Alban
 (juillet 2024).
Pour les articles homonymes, voir Alban et Nwapa.
Dr. Alban, né Alban Nwapa le 26 août 1957 à Enugu (Nigeria), est un disc jockey, chanteur et producteur nigérian actif en Suède. Il possède son label Dr-records. Sa musique peut être considérée comme caractéristique du mouvement eurodance, très prolifique dans les années 1990, avec également des influences empruntées au hip-hop et au reggae.

## Biographie

### Jeunesse, études et carrière
Alban naît le 26 août 1957 à Enugu au Nigéria. il émigre en Suède à l’âge de 23 ans pour commencer des études de chirurgien-dentiste et pour pouvoir les financer, il se lance dans la musique et travaille en tant que DJ dans un club connu de Stockholm, le « Alphabet Street ». Il se fait rapidement un nom, surtout lorsqu'il commence à chanter sur les titres qu'il passe sur les platines. Alban termine ses études et ouvre son cabinet dentaire, tout en continuant une activité de DJ pour arrondir ses fins de mois.
En 1990, il rencontre Denniz Pop du label SweMix. Avec Denniz et Leila K, son premier enregistrement, Hello Africa - une déclaration d'amour à son Afrique natale - remporte un grand succès. Alban Nwapa prend alors le pseudonyme de Dr. Alban, en référence à sa profession. Son premier album Hello Africa, sorti en 1991, se vend à 1 million d'exemplaires à travers le monde. Un an plus tard, ce succès est surpassé par son second album One Love, dont 1,6 million d'exemplaires du single It's My Life sont vendus. Il est no 1 aux Pays-Bas, en Israël et en Allemagne et no 2 au Royaume-Uni. L'album s'est vendu à 1,7 million d'exemplaires à travers le monde. Suivent les albums Look Who's Talking et Born In Africa. Après un réarrangement de No Coke, Dr. Alban confirme son style Eurodance avec son single Look Who's Talking Now, no 4 en Israël, no 6 au classement MTV Europe et no 54 au Royaume-Uni. En 1995, il enregistre une chanson coup de poing intitulée "This Time I'm Free" dans laquelle il dénonce le génocide survenu au Rwanda survenu deux ans plus tôt.
Plus récemment, sa voix fut utilisée dans un single de Sash! : Colour The World. Après un an de silence, il revient avec le single Because Of You, suivi par What Do I Do. Dr. Alban se dit très satisfait du nouvel album qui suit, Prescription, auquel la participation de beaucoup d'artistes (Tony Rebel et Anthony B, notamment) donne une sonorité particulière. En 2007, Dr. Alban sort l'album Back to basics, vendu seulement sur son site officiel (sauf en Russie où il sort également en CD). En 2008, il s'associe avec Haddaway, un autre chanteur de la musique Dance des années 1990, pour sortir le titre I Love the 90's qui rend hommage à cette décennie qui fut celle de leurs plus grands succès.
Au total, Dr. Alban a vendu plus de 5 millions d'albums et plus de 6 millions de singles ; il a été 30 fois disque d'or et 30 fois disque de platine. Son single No Coke a été utilisé pour une campagne anti-drogue en Suède. Il a aussi créé son label, 'Dr. Records', avec lequel il a réalisé Born in Africa, premier CD intégralement enregistré dans ses studios. Il a participé à la production de projets d'artistes tels que La Cream et Daddy Showkey.
Dr. Alban est le cousin d'un autre musicien nigérian, Charles Oputa, dit Charlie Boy. Il est aussi l'oncle de Ricarda Wältken, du groupe de hip-hop allemand Tic Tac Toe.

## Discographie

### Albums
| Année | Album                      | Classement | Classement | Classement | Classement | Classement |
| Année | Album                      | AUT        | CH         | GER        | SWE        |            |
| ----- | -------------------------- | ---------- | ---------- | ---------- | ---------- | ---------- |
| 1991  | Hello Afrika               | 2          | 8          | -          | 6          |            |
| 1992  | One Love                   | 1          | 3          | 6          | 15         |            |
| 1994  | Look Who's Talking         | 7          | 8          | 7          | 11         |            |
| 1996  | Born In Africa             | 41         | 37         | 52         | 37         |            |
| 1997  | I Believe                  | -          | -          | -          | 27         |            |
| 1997  | The Very Best Of 1990-1997 | 38         | -          | 66         | 38         |            |
| 2000  | Prescription               | -          | -          | -          | -          |            |
| 2007  | Back To Basics             | -          | -          | -          | -          |            |

### Singles
| Année | Single                                                     | Classement | Classement | Classement | Classement  | Classement |
| Année | Single                                                     | Autriche   | Suisse     | Allemagne  | Royaume-Uni | Suède      |
| ----- | ---------------------------------------------------------- | ---------- | ---------- | ---------- | ----------- | ---------- |
| 1990  | Hello Afrika (feat. Leila K)                               | 1          | 5          | 5          | -           | 5          |
| 1991  | Sing Shi-Wo-Wo (Stop The Pollution)                        | 16         | 13         | -          | -           | 36         |
| 1991  | No Coke                                                    | 2          | 3          | 3          | -           | 1          |
| 1991  | (We Are On Family) U & Mi                                  | 11         | 9          | 14         | -           | 20         |
| 1992  | It's My Life                                               | 1          | 2          | 1          | 2           | 1          |
| 1992  | It's My Life (Raggadag Remix)                              | 2          | -          | -          | -           | -          |
| 1992  | One Love                                                   | 9          | 11         | 7          | 45          | 19         |
| 1993  | Sing Hallelujah                                            | 7          | 4          | 4          | 16          | 6          |
| 1994  | Look Who's Talking                                         | 3          | 6          | 3          | 55          | 2          |
| 1994  | Away From Home                                             | 12         | 26         | 25         | 42          | 24         |
| 1994  | Let The Beat Go On                                         | 23         | -          | 18         | -           | 17         |
| 1995  | Sweet Dreams (Swing featuring Dr. Alban)                   | -          | -          | -          | 59          | -          |
| 1995  | This Time I'm Free                                         | 23         | 32         | 27         | -           | 3          |
| 1996  | Born In Africa                                             | 31         | 47         | -          | -           | 11         |
| 1996  | Hallelujah Day                                             | 35         | -          | -          | -           | 30         |
| 1997  | Mr. DJ                                                     | 21         | -          | 70         | -           | -          |
| 1999  | Colour The World (feat. Sash!)                             | -          | 39         | -          | 15          | 54         |
| 2000  | What Do I Do                                               | -          | -          | -          | -           | 43         |
| 2003  | Work Work                                                  | -          | -          | -          | -           | 13         |
| 2004  | Sing Hallelujah Recall 2004                                | -          | -          | -          | -           | -          |
| 2005  | Sing Hallelujah (Remix) (feat. Yamboo)                     | -          | -          | 74         | -           | -          |
| 2007  | Somebody Call My Name (Habibi) (feat. Melissa)             | -          | -          | -          | -           | -          |
| 2007  | Don't Joke With Fire                                       | -          | -          | -          | -           | -          |
| 2008  | I love the 90's (versus Haddaway)                          | -          | -          | -          | -           | -          |
| 2010  | Hello South Afrika (meet Dr. Victor feat. Sash! & Cantona) | -          | -          | -          | -           | -          |
| 2012  | Loverboy                                                   | -          | -          | -          | -           | -          |
| 2013  | Who Am I (feat Jessica Folcker)                            | -          | -          | -          | -           | -          |

## Vidéographie

### Clips
- 1993 : Sing Shi-Wo-Wo, tiré du single Sing Shi-Wo-Wo, dirigé par Patric Ullaeus